# NF EN 527-1
La norme NF EN 527-1 est une recommandation relative aux prescriptions techniques et aux modalités de contrôle qualité applicable à l'ameublement de bureau.

## Domaine d'application
La norme fixe les dimensions des tables de travail de bureau destinées aux tâches à réaliser en position assise, assise/debout ou debout.